# ファストネットロック
ファストネットロック (Fastnet Rock) は、オーストラリアの競走馬、種牡馬である。主な勝ち鞍は2005年のライトニングステークス(GI)、オークレイプレート(GI)。

## 戦績
現役時代はオーストラリアで走り、通算成績は19戦6勝。2004-2005シーズンにライトニングステークス、オークレイプレートのGI2勝を含むスプリント重賞6勝を挙げる大活躍を見せ、同シーズンの最優秀3歳牡馬、最優秀スプリンターに選出されている。

## 種牡馬入り後
現役引退後はクールモア・オーストラリアで種牡馬入り。種牡馬としても大きな成功を収め、同父のリダウツチョイス、エクシードアンドエクセルらと共に、オーストラリアにおけるデインヒル系の拡大に大きく貢献した。2011-2012シーズン、2014-2015シーズンにはオーストラリアのリーディングサイアーの座に輝いている。自身は典型的スプリンターであったが、2500mのクラウンオークスを9馬身差で制したモシーンのように距離に融通が利く産駒も多数輩出している。
オーストラリアでの成功を受けてシャトル種牡馬としてアイルランドのクールモアスタッドでも供用されており、2015年の英オークスを勝ったクオリファイや同年の英チャンピオンステークスを勝ったファシネイティングロックなどの活躍馬が出ている。
日本に輸入された産駒には、2017年のオーシャンステークスを制したメラグラーナがいる。
2024年4月26日、種牡馬を引退することがクールモアオーストラリアにより発表された。

### 代表産駒

#### オーストラリア
- アイリッシュライツ（Irish Lights） - 2009年豪1000ギニー
- ウォンテッド（Wanted） - 2010年ニューマーケットハンデキャップ
- ロッククラシック（Rock Classic） - 2010年オーストラリアンギニー
- ローンロック（Lone Rock） - 2011年グッドウッドハンデキャップ
- アトランティックジュエル（Atlantic Jewel） - 2011年豪1000ギニー、2012年オールエイジドステークス、2013年メムジーステークス、コーフィールドステークス
- モシーン（Mosheen） - 2011年クラウンオークス、2012年オーストラリアンギニー、ストームクイーンステークス、ランドウィックギニーズ
- フォックスウェッジ（Foxwedge） - 2012年ウィリアム・レイドステークス
- ネチータ（Nechita） - クールモアスタッドステークス
- ドリーフォンテン（Driefontein） - 2014年ロバートサングスターステークス
- オーサムロック（Awesome Rock） - 2016年エミレーツステークス
- キャッチー（Catchy） - 2017年ブルーダイヤモンドステークス
- シーサイレン（Sea Siren） - 2012年BTCカップ、ドゥームベン10000、マニカトステークス
- スーパークール（Super Cool） - 2013年オーストラリアンカップ
- ユアソング（Your Song） - 2013年BTCカップ
- アミクス（Amicus） - 2014年豪1000ギニー
- ファーストシール（First Seal） - 2014年フライトステークス
- ショールズ（Shoals） - 2017年マイヤークラシック、2018年サラウンドステークス、ロバートサングスターステークス
- アンフォゴットン（Unforgotten） - 2018年オーストラリアンオークス
- マーチャントネイビー（Merchant Navy） - 2017年クールモアスタッドステークス、2018年ダイヤモンドジュビリーステークス
- カミンスルー（Comin' Through） - 2018年ドゥームベンカップ
- ドリームフォース（Dreamforce） - 2020年ジョージライダーステークス
- バッカルー（Buckaroo） - 2024年アンダーウッドステークス

#### ニュージーランド
- プラネットトック（Planet Rock） - 2011年ニュージーランド1000ギニー
- ロックンポップ（Rock 'N' Pop） - 2011年ニュージーランド2000ギニー
- アトランテ（Atlante） - 2013年ニュージーランド2000ギニー
- アヴァンタージュ（Avantage） - 2018年マナワツサイヤーズプロデュースステークス
- エイジオブファイア（Age of Fire） - 2018年レヴィンクラシック

#### 欧州
- クオリファイ（Qualify） - 2015年英オークス
- ファシネイティングロック（Fascinating Rock） - 2015年英チャンピオンステークス、2016年タタソールズゴールドカップ
- リベット（Rivet） - 2016年レーシングポストトロフィー
- イントリケイトリー（Intricately） - 2016年モイグレアスタッドステークス
- ズコヴァ（Zhukova） - 2017年マンノウォーステークス
- ラガノア（Laganore） - 2017年リディアテシオ賞
- マーチャントネイビー（Merchant Navy） - 2017年クールモアスタッドステークス、ダイヤモンドジュビリーステークス
- ワンマスター（One Master） - 2018年・2019年・2020年フォレ賞
- ヴィアシスティーナ（Via Sistina） - 2023年プリティポリーステークス、2024年ランヴェットステークス、ウィンクスステークス、ターンブルステークス、コックスプレート、チャンピオンズステークス、2025年ベリーエレガントステークス、ランヴェットステークス、クイーンエリザベスステークス

#### アメリカ
- ピッツァビアンカ（Pizza Bianca） - 2021年ブリーダーズカップ・ジュヴェナイルフィリーズターフ

#### 日本
- メラグラーナ - 2017年オーシャンステークス
- フィアーノロマーノ - 2019年ダービー卿チャレンジトロフィー、2020年京阪杯
- ブラヴィッシモ - 2016年阪急杯3着

### 母の父としての主な産駒
- オーメイスウォード (Omei Sword、2013年生) - 2016年シルヴァーシャドーステークス（英語版）[7]
- プリモシーン (2015年生) - 2018年フェアリーステークス、2018年関屋記念、2020年東京新聞杯[8]
- パライシパン(Palaisipan、2017年生) - 2023年タタソールズティアラ[9]
- ショックアクション (2018年生) - 2020年新潟2歳ステークス[10]
- グリントオブホープ (Glint of Hope、2018年生) - 2022年オーストララシアンオークス[11]
- ズーガッチャ(Zougotcha、2019年生) - 2022年フライトステークス、2024年クールモアクラシック、クイーンオブザターフステークス[12]
- レアムーン(Rhea Moon、2019年生) - 2022年アメリカンオークスステークス[13]
- クライミングスター(Climbing Star、2019年生) - 2024年ロバートサングスターステークス
- ウォームハート(Warm Heart、2020年生) - 2023年ヨークシャーオークス、ヴェルメイユ賞、2024年ペガサスワールドカップターフ[14]
- ジョリースター(Joliestar、2020年生) - 2023年豪1000ギニー、2025年ニューマーケットハンデキャップ、キングスフォードスミスカップ
- ヴェイト(Veight、2020年生) - 2024年ジョージライダーステークス
- レディオブキャメロット(Lady Of Camelot、2021年生) - 2024年ゴールデンスリッパーステークス
- エルカステロ(El Castello、2021年生) - 2024年スプリングチャンピオンステークス
- リザーブバンク(Reserve Bank、2021年生) - 2025年ザ・グッドウッド
- マグナムフォース(Magnum Force、2022年生) - 2024年ブリーダーズカップ・ジュヴェナイルターフスプリント

## 血統表
| ファストネットロックの血統        | ファストネットロックの血統                       | ファストネットロックの血統                       | （血統表の出典）                                 | （血統表の出典） |
| 父系                              | デインヒル系                                     | デインヒル系                                     | デインヒル系                                     | [ § 2 ]          |
| 父 *デインヒル Danehill 1986 鹿毛 | 父の父Danzig 1977 鹿毛                           | Northern Dancer                                  | Nearctic                                         | Nearctic         |
| 父 *デインヒル Danehill 1986 鹿毛 | 父の父Danzig 1977 鹿毛                           | Northern Dancer                                  | Natalma                                          |                  |
| 父 *デインヒル Danehill 1986 鹿毛 | 父の父Danzig 1977 鹿毛                           | Pas de Nom                                       | Admiral's Voyage                                 | Admiral's Voyage |
| 父 *デインヒル Danehill 1986 鹿毛 | 父の父Danzig 1977 鹿毛                           | Pas de Nom                                       | Petitioner                                       |                  |
| 父 *デインヒル Danehill 1986 鹿毛 | 父の母Razy Ana 1981 鹿毛                         | His Majesty                                      | Ribot                                            | Ribot            |
| 父 *デインヒル Danehill 1986 鹿毛 | 父の母Razy Ana 1981 鹿毛                         | His Majesty                                      | Flower Bowl                                      |                  |
| 父 *デインヒル Danehill 1986 鹿毛 | 父の母Razy Ana 1981 鹿毛                         | Spring Adieu                                     | Buckpasser                                       | Buckpasser       |
| 父 *デインヒル Danehill 1986 鹿毛 | 父の母Razy Ana 1981 鹿毛                         | Spring Adieu                                     | Natalma                                          |                  |
| 母 Piccadilly Circus 1995 鹿毛    | 母の父ロイヤルアカデミーII 1987 鹿毛             | Nijinsky                                         | Northern Dancer                                  | Northern Dancer  |
| 母 Piccadilly Circus 1995 鹿毛    | 母の父ロイヤルアカデミーII 1987 鹿毛             | Nijinsky                                         | Flaming Page                                     |                  |
| 母 Piccadilly Circus 1995 鹿毛    | 母の父ロイヤルアカデミーII 1987 鹿毛             | Crimson Saint                                    | Crimson Satan                                    | Crimson Satan    |
| 母 Piccadilly Circus 1995 鹿毛    | 母の父ロイヤルアカデミーII 1987 鹿毛             | Crimson Saint                                    | Bolero Rose                                      |                  |
| 母 Piccadilly Circus 1995 鹿毛    | 母の母Gatana 1989 鹿毛                           | Marauding                                        | Sir Tristram                                     | Sir Tristram     |
| 母 Piccadilly Circus 1995 鹿毛    | 母の母Gatana 1989 鹿毛                           | Marauding                                        | Biscalowe                                        |                  |
| 母 Piccadilly Circus 1995 鹿毛    | 母の母Gatana 1989 鹿毛                           | Twigalae                                         | Twig Moss                                        | Twig Moss        |
| 母 Piccadilly Circus 1995 鹿毛    | 母の母Gatana 1989 鹿毛                           | Twigalae                                         | Hondalae                                         |                  |
| 母系(F-No.)                       | 2号族(FN:2-f)                                    | 2号族(FN:2-f)                                    | 2号族(FN:2-f)                                    | [ § 3 ]          |
| 5代内の近親交配                   | Northern Dancer3×4＝18.75%、Natalma4×4×5＝15.63% | Northern Dancer3×4＝18.75%、Natalma4×4×5＝15.63% | Northern Dancer3×4＝18.75%、Natalma4×4×5＝15.63% | [ § 4 ]          |
| 出典                              | 1. 2. 3. 4.                                      | 1. 2. 3. 4.                                      | 1. 2. 3. 4.                                      | 1. 2. 3. 4.      |

## 参考
1. 1 2 3  Fastnet Rock(AUS)｜JBISサーチ（JBIS-Search）
2. ↑  Fastnet Rock | Weatherbys Overview. Racing Post. 2018年8月26日閲覧
3. 1 2 3  オーストラリア競馬　各国の競馬　有力騎手、調教師、種牡馬紹介. JRA. 2018年8月26日閲覧
4. ↑  ＪＲＡ初のオーストラリア人馬主が日本競馬に魅せられた理由. スポーツニッポン(2012年9月5日付). 2018年8月26日閲覧
5. ↑  【オーシャンＳ】メラグラーナが重賞初ＶでＧＩ切符を獲得. サンケイスポーツ(2017年3月4日付). 2018年8月26日閲覧
6. ↑  名種牡馬ファストネットロックが引退、世界各国でG1馬を輩出JRA-VAN Ver world、2024年4月27日配信・閲覧
7. ↑  “オーメイスウォード(AUS)｜JBISサーチ（JBIS-Search）｜JBISサーチ（JBIS-Search）”. JBISサーチ.  公益社団法人日本軽種馬協会. 2020年8月31日閲覧。
8. ↑  “プリモシーン｜JBISサーチ（JBIS-Search））”. JBISサーチ.   公益社団法人日本軽種馬協会. 2020年8月31日閲覧。
9. ↑  “Palaisipan | Race Record & Form | Racing Post”. 2023年6月24日閲覧。
10. ↑  “ショックアクション(IRE)｜JBISサーチ（JBIS-Search）”. JBISサーチ.   公益社団法人日本軽種馬協会. 2020年8月31日閲覧。
11. ↑  “血統情報：5代血統表｜Glint Of Hope(JPN)｜JBISサーチ（JBIS-Search）”. www.jbis.or.jp.   公益社団法人日本軽種馬協会. 2022年5月14日閲覧。
12. ↑  “Zougotcha | Race Record & Form | Racing Post”. www.racingpost.com. 2022年10月1日閲覧。
13. ↑  “Horse Profile for Rhea Moon(IRE)”. www.equibase.com. 2022年12月27日閲覧。
14. ↑  “Warm Heart | Race Record & Form | Racing Post”. www.racingpost.com. 2023年8月24日閲覧。
15. 1 2 3 4  “血統情報：5代血統表｜Fastnet Rock(AUS)｜JBISサーチ（JBIS-Search）”. JBISサーチ.   公益社団法人日本軽種馬協会. 2018年8月26日閲覧。